# Genom vatten och eld (album)
Genom vatten och eld utkom 1989 och är ett studioalbum av det svenska dansbandet Lotta & Anders Engbergs orkester. Albumet spelades in och mixades i Nordic Sound Lab Studios i Skara under perioden januari-mars 1989. Albumet nådde som högst 48:e plats på den svenska albumlistan.

## Låtlista
| Nr           | Titel                                | Kompositör                                                  | Längd |
| ------------ | ------------------------------------ | ----------------------------------------------------------- | ----- |
| 1.           | Genom vatten och eld                 | Torgny Söderberg                                            | 3:45  |
| 2.           | Skön Cecilia                         | traditionell, arrangemang Anders Engberg, Michael Wendt     | 3:23  |
| 3.           | Nyfiken                              | Mikael Wendt, Christer Lundh                                | 2:48  |
| 4.           | Så många barn                        | Peter Åhs, Christer Lundh                                   | 3:03  |
| 5.           | På min sommaräng ("My Boy Lollipop") | Morris Levy, Robert Spencer, Johnny Roberts, Christer Lundh | 2:52  |
| 6.           | Bara du                              | Mikael Wendt, Christer Lundh                                | 3:48  |
| 7.           | All My Loving                        | John Lennon, Paul McCartney                                 | 2:57  |
| 8.           | Melodin                              | Torgny Söderberg, Monica Forsberg                           | 2:58  |
| 9.           | 20-30-45                             | Anders Melander                                             | 3:00  |
| 10.          | Bonn-Pärs bröllop                    | Peter Åhs, Christer Lundh                                   | 3:08  |
| 11.          | En kärlekssång till dej              | Py Bäckman, Dan Hylander                                    | 3:40  |
| 12.          | Om du säger som det är               | Lasse Holm                                                  | 3:26  |
| 13.          | Zambezi River                        | Nico Carstens, Anton de Wahl, arr Anders Engberg            | 2:50  |
| 14.          | Eldröda rosor                        | Lasse Westmann, Lennart Sjöholm                             | 3:15  |
| Total längd: | Total längd:                         | Total längd:                                                | 44:53 |

## Listplaceringar
| Lista (1989) | Topplacering |
| ------------ | ------------ |
| Sverige      | 48           |